# Álvaro Pascual-Leone Forner
Álvaro Pascual-Leone Forner (Vinaròs, Baix Maestrat, 1 de desembre de 1895 - Mèxic, 12 de novembre de 1953) fou un polític i escriptor valencià, diputat a les Corts Espanyoles durant la Segona República.
Estudià dret a la Universitat de València, hi fou ajudant de Mariano Gómez, catedràtic de dret polític. Militant del Partit d'Unió Republicana Autonomista i col·laborà al diari El Pueblo, el 1918 fou president de la Joventut Nacionalista Republicana. El 1920 participà en el Congrés de la Democràcia Republicana, i hi defensà les aspiracions dels nacionalistes catalans i bascos. El 1923 s'afilià a la lògia maçònica «Les Germanies». Quan es va proclamar la Segona República Espanyola fou escollit conseller de l'ajuntament de València i formà part de la comissió redactora de l'avantprojecte d'estatut d'autonomia del País Valencià.
Fou elegit diputat a les eleccions generals espanyoles de 1931 i 1933 per la província de Castelló pel PURA, partit que deixà per a seguir Diego Martínez Barrio al Partit Radical Demòcrata, i a les de 1936 per la província d'Almeria amb Unió Republicana. Quan esclatà la guerra civil espanyola es declarà fidel a la república i fou nomenat Director General d'Administració Local i magistrat del Tribunal Suprem d'Espanya, en representació primer d'Acció Republicana i després d'Izquierda Republicana.
El 1939 s'exilià a Mèxic, on fou conseller jurídic de l'Instituto Mexicano de Seguridad Social. El 1943 fundà amb seguidors de Diego Martínez Barrio el grup España con honra, defensors de la legalitat de la República espanyola en l'exili.

## Obra
- La transformación del concepto económico en el siglo XVIII
- Pedro Osuno (1945)
- La república española existe (1943)
- Plebiscito, ¡no!, Constitución (1944)